# Rivulus robustus
Rivulus robustus é uma espécie de peixe da família Aplocheilidae.
É endémica do México.